# Duke Island
Duke Island (in lingua Tlingit Yeixhi , che significa "costruzione") appartiene al gruppo delle Gravina Islands che fanno parte dell'arcipelago Alessandro nell'Alaska sud-orientale (USA). Amministrativamente fa parte della Census Area di Prince of Wales-Hyder dell'Unorganized Borough.

## Geografia

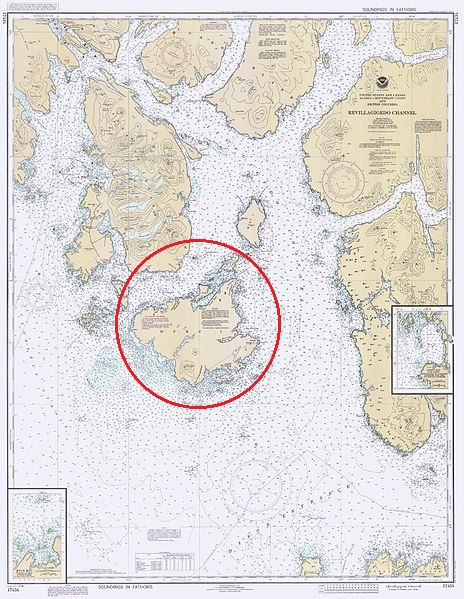

Duke Island si trova poco a nord del confine tra il Canada e gli Stati Uniti d'America e a sud di Annette Island, da cui la divide il Felice Strait; si affaccia a sud-ovest sullo stretto di Clarence e a est sul canale Revillagigedo. A nord-est si trova Mary Island. Duke misura circa 19 km in lunghezza e 13 in larghezza e ha una superficie di 149,4 km²; la sua altezza massima è di 542 m.

### Insenature e altre masse d'acqua
Intorno all'isola sono presenti le seguenti insenature marine (alcune misure sono ricavate da "Google Earth"):
- Lato sul canale di Revillagigedo:[2]
  - Canale di Cat (Cat Passage)[3] 55°00′28″N 131°15′18″W - Connette il canale Revillagigedo (Revillagidedo Channel) con lo stretto di Felice (Felice Strait).
  - Baia di Reef (Reef Harbor)[4] 54°59′26″N 131°15′00″W - Divide l'isola di Duke dall'isola di Duck (Duck Island).
  - Baia di Ray (Ray Anchorage)[5] 54°55′59″N 131°14′02″W
  - Baia di Morse (Morse Cove)[6] 54°55′09″N 131°15′56″W -  Si trova nella baia di Ray (Ray Anchorage) ed consiste in un fiordo lungo circa 3,5 chilometri.
  - Baia di Judd (Judd Harbor)[7] 54°52′58″N 131°16′17″W -  Separa l'isola di Duke dall'isola di Kelp (Kelp Island).
- Lato sullo stretto di Clarence:[2]
  - Baia di Hall (Hall Cove)[8] 54°54′43″N 131°22′27″W - Si rtratta di un fiordo lungo circa 5 chilometri.
- Lato sullo stretto di Felice:[2]
  - Canale di Sealed (Sealed Passage) 54°56′52″N 131°30′45″W - Connette lo stretto di Clarence (Clarence Strait) con lo stretto di Felice (Felice Strait).
  - Baia di Ryus (Ryus Bay)[9] 54°57′56″N 131°24′57″W
  - Baia di Niquette (Niquette Harbor)[10] 54°58′10″N 131°23′17″W - Si tratta di un fiordo lungo circa 1,5 chilometri.
  - Baia di Dog (Dog Bay)[11] 54°58′57″N 131°20′05″W - Separa l'isola di Duke dalla parte occidentale dell'isola di Dog (Dog Island).
  - Baia di Pond (Pond Bay)[12] 54°58′29″N 131°18′52″W - Separa l'isola di Duke dalla parte meridionale dell'isola di Dog (Dog Island).

### Promontori
Sull'isola sono presenti alcuni promontori:
- Lato sul canale di Revillagigedo:[2]
  - Promontorio di Grave (Grave Point)[13] 55°00′08″N 131°14′38″W - Si trova sul canale di Cat (Cat Passage)
  - Promontorio di Flag (Flag Point)[14] 54°57′59″N 131°14′46″W - Il promontorio ha una elevazione di 6,1 m s.l.m..
  - Promontorio di Duke (Duke Point)[15] 54°55′00″N 131°11′36″W - Il promontorio ha una elevazione di 17 m s.l.m..
  - Promontorio di Capo Northumberland (Cape Northumberland)[16] 54°51′42″N 131°20′35″W - Il promontorio ha una elevazione di 16 m s.l.m. e divide il canale Revillagigedo (Revillagidedo Channel) con lo stretto di Clarence (Clarence Strait).
- Lato sul canale di Sealed:[2]
  - Promontorio di Capo Northumberland (Cape Northumberland)[16] 54°51′42″N 131°20′35″W - Il promontorio ha una elevazione di 16 m s.l.m. e divide il canale Revillagigedo (Revillagidedo Channel) con lo stretto di Clarence (Clarence Strait).
- Lato sullo stretto di Felice:[2]
  - Promontorio di Form (Form Point)[17] 54°57′51″N 131°25′32″W - Il promontorio ha una elevazione di 6 m s.l.m..

### Monti
Elenco di alcuni monti presenti nell'isola:
| Nome del monte              | Quota (m s.l.m.) | Coordinate             |                                                  |
| --------------------------- | ---------------- | ---------------------- | ------------------------------------------------ |
| Colle Duke (Duke Hill)      | 114              | 55°54′57″N 131°12′20″W | Si trova all'estremità più orientale dell'isola. |
| Monte Lazaro (Mount Lazaro) | 542              | 54°53′03″N 131°21′42″W | È la vetta più alta dell'isola.                  |

## Clima
Il clima prevalente dell'isola è simile a quello dell'isola adiacente (Annette Island) ed è quello marino della costa occidentale nord americana (Clima oceanico), con tempo ventoso e umido tutto l'anno, inverni freddi ed estati miti. La temperatura media annuale è di 8,1 °C; le precipitazioni (2,5 metri totali) sono presenti quasi tutto l'inverno (giugno e luglio sono i mesi più secchi e ottobre e novembre i più piovosi); le nevicate stagionali (da novembre a aprile) raggiungono mediamente i 85 cm; durante l'estate c'è una media di 17 giorni con oltre 21 °C.

## Toponimo
L'isola fu così chiamata nel 1879 in onore probabilmente del duca di Northumberland dal naturalista esploratore americano William Healey Dall, il quale prese il nome del promontorio meridionale dell'isola che George Vancouver aveva chiamato Cape Northumberland nel 1793.